# Нарко-картел
Нарко-картели су криминалне организације чији је главни циљ омогућавање и контролисање операција кријумчарења дроге. Може да се ради договорима између лабаво повезаних кријумчара дроге или о формализованим организацијама. Израз је настао када су највеће организације које су се бавиле трговином и кријумчарењем дроге направиле споразум како би координисале производњу и промет кокаина. Тај споразум више није на снази тако да нарко-картели у ствари више нису картели у правом смислу речи, али је назив опстао и данас се односи на било коју криминалну организацију која се бави трговином дрогом.
Међу државама у којима оперишу значајни нарко-картели су Бразил, Тринидад и Тобаго, Јамајка, Доминиканска Република, Мексико, Авганистан, као и државе Јужне Азије, и многи градови у Сједињеним Државама.